# 2 ربيع الآخر
- السبت
- الأحد
- الاثنين
- الثلاثاء
- الأربعاء
- الخميس
- الجمعة

- 2528 سبتمبر 2024
- 2629 سبتمبر 2024
- 2730 سبتمبر 2024
- 281 أكتوبر 2024
- 292 أكتوبر 2024
- 303 أكتوبر 2024
- 14 أكتوبر 2024
- 25 أكتوبر 2024
- 36 أكتوبر 2024
- 47 أكتوبر 2024
- 58 أكتوبر 2024
- 69 أكتوبر 2024
- 710 أكتوبر 2024
- 811 أكتوبر 2024
- 912 أكتوبر 2024
- 1013 أكتوبر 2024
- 1114 أكتوبر 2024
- 1215 أكتوبر 2024
- 1316 أكتوبر 2024
- 1417 أكتوبر 2024
- 1518 أكتوبر 2024
- 1619 أكتوبر 2024
- 1720 أكتوبر 2024
- 1821 أكتوبر 2024
- 1922 أكتوبر 2024
- 2023 أكتوبر 2024
- 2124 أكتوبر 2024
- 2225 أكتوبر 2024
- 2326 أكتوبر 2024
- 2427 أكتوبر 2024
- 2528 أكتوبر 2024
- 2629 أكتوبر 2024
- 2730 أكتوبر 2024
- 2831 أكتوبر 2024
- 291 نوفمبر 2024
- 302 نوفمبر 2024
- 13 نوفمبر 2024
- 24 نوفمبر 2024
- 35 نوفمبر 2024
- 46 نوفمبر 2024
- 57 نوفمبر 2024
- 68 نوفمبر 2024

2 ربيع الآخر أو 2 ربيع الثاني أو يوم 2 \ 4 (اليوم الثاني من الشهر الرابع) هو اليوم الحادي والتسعين من أيَّام السنة (أو الثاني والتسعين لو كان شهر صفر مُتممًا لليوم الثلاثين) وفق التقويم الهجري القمري (العربي). يبقى بعده 263 أو 264 يومًا لانتهاء السنة.

## أحداث
- 11هـ - قيام أبو بكر الصديق بعقد أول لواء لفتح بلاد الشام لخالد بن سعيد، بعد انتهاء حروب الردة ونجاح المسلمين في القضاء على فتنتها.
- 648هـ - المسلمون يعتقلون ملك فرنسا لويس التاسع في معركة فارسكور خلال الحملة الصليبية السابعة.
- 1115هـ - قيام القوات الإنكشارية بعزل السلطان العثماني مصطفى الثاني، وهو السلطان الثاني والعشرون من سلسلة سلاطين الدولة العثمانية، بعد أن حكم نحو تسع سنوات.
- 1240هـ - انتصار الأسطول المصري على الأسطول اليوناني في «موقعة ستمبالا».
- 1257هـ - السلطان العثماني يصدر «فرمان مصر» الذي نص على إعطاء محمد علي باشا ولاية مصر والسودان وراثيًّا، وقد بقي هذا الفرمان مرعيًّا في مصر كدستور حتى بداية الحرب العالمية الأولى حين أعلنت الحماية البريطانية على مصر.
- 1322هـ - نشوب معركة البكيرية بين عبد العزيز آل سعود أمير نجد وأمير حائل عبد العزيز المتعب الرشيد انتهت بانتصار ابن سعود.
- 1376هـ -
  - القوات الفرنسية والبريطانية تحتل مدينتي بورسعيد وبور فؤاد وذلك أثناء العدوان الثلاثي على مصر.
  - وزير الدفاع السوفيتي المارشال نيكولاي بولجانين ينذر في رسائل وجهها إلى رئيس وزراء فرنسا غي مولييه ورئيس وزراء المملكة المتحدة أنطوني إيدن ورئيس وزراء إسرائيل دافيد بن غوريون بوقف العمليات العسكرية ضد مصر.
- 1391هـ - توقيع معاهدة الصداقة والتعاون بين مصر والاتحاد السوفيتي لمدة 15 عامًا، إلا أنها ألغيت بعد 5 سنوات من توقيعها.
- 1395هـ -
  - وقوع حادثة عين الرمانة والتي شكلت نقطة بداية الحرب الأهلية اللبنانية.
  - اغتيال الرئيس فرنسوا تومبالباي في ظروف غامضة أثناء انقلاب وقع في تشاد.
- 1398هـ - حركة فتح الفلسطينية تنفذ عملية الشهيد كمال عدوان الفدائية (إنزال بحري على الساحل بقيادة دلال المغربي) أسفرت عن مصرع 40 إسرائيليًا، وأدت إلى قيام إسرائيل بعد ثلاثة أيام منها باجتياح جنوب لبنان بما عرف باسم عملية الليطاني.
- 1399هـ - افتتاح أبراج الكويت.
- 1400هـ -
  - رفع العلم الإسرائيلي فوق سفارة إسرائيل في القاهرة، وهي أول بعثة إسرائيلية في عاصمة عربية.
  - الأردن تقطع علاقاتها الدبلوماسية مع إيران.
- 1404هـ - إعلان حالة الطوارئ في تونس بعد اضطرابات دامية شهدتها البلاد عقب زيادة أسعار الخبز، وقد أطلقت وسائل الإعلام على هذه الاضطرابات اسم ثورة الخبز.
- 1411هـ - اغتيال أمين عام حزب الوطنيين الأحرار داني شمعون وزوجته وطفليهما في منزلهم.
- 1426هـ - غياب القادة العرب عن أول قمة عربية لاتينية، ولم يحضر سوى 6 فقط من قادة 22 دولة عربية. وأوضح دبلوماسيون عرب أن ضغوطًا أمريكية شديدة مورست على الدول العربية كي لا يشارك قادتها في هذه القمة.
- 1430هـ - اغتيال القائد الشيشاني سليم ياماداييف في إمارة دبي.
- 1432هـ - وزارة الداخلية التونسية تصدر قراراً يلغي إدارة أمن الدولة التي كانت تضم البوليس السياسي المتهم باعتقالات وعمليات تعذيب في عهد نظام الرئيس زين العابدين بن علي.
- 1436هـ - استقالة الرئيس اليمني عبد ربه منصور هادي، وحكومته برئاسة خالد بحاح.
- 1437هـ -
  - تفجير قوي داخل ميدان السلطان أحمد في إسطنبول يسفر عن مقتل 10 أشخاص على الأقل وجرح 15 آخرين.
  - توقيف زورقين حربيين للبحارة الأمريكيين بواسطة القوة البحرية لحرس الثورة الإسلامية بعد دخولهما غير المشروع إلى المياه الإقليمية الإيرانية.

## مواليد
- 1198هـ - أبو بكر الملا الأحسائي، وفقيه حنفي وشاعر وكاتب سعودي.
- 1334هـ - إلياس مؤدب، ممثل مصري.
- 1336هـ - جمال عبد الناصر، ثاني رؤساء الجمهورية في مصر.
- 1360هـ - نور الشريف، ممثل مصري.
- 1391هـ - منال عفيفي، ممثلة مصرية.
- 1392هـ -
  - معين شريف، مغني لبناني.
  - شمة الكواري، كاتبة قطرية.
- 1396هـ - قصي خولي، ممثل سوري.
- 1418هـ - فواز حمد بدر، ممثل كويتي.

## وفيات
- 634هـ - ابن مرج الكحل، شاعر أندلسي.
- 1357هـ - حمد المبارك الصباح، حاكم الكويت.
- 1364هـ - معروف الرصافي، شاعر عراقي.
- 1386هـ - موسى كاشف الغطاء، فقيه وكاتب عراقي.
- 1399هـ - مصطفى البارزاني، قائد وسياسي كردي عراقي.
- 1411هـ - داني شمعون، سياسي لبناني.
- 1416هـ - نبيل الدسوقي، ممثل مصري.
- 1421هـ - كاظم القلاف، ممثل ومخرج كويتي.
- 1430هـ - سليم ياماداييف، قائد عسكري شيشاني.
- 1434هـ - سطام بن عبد العزيز آل سعود، أمير سعودي.

## وصلات خارجية
- موقع قصة الإسلام: حدث في شهر ربيع الأوَّل.